# G.H. Mantik
 (novembre 2019).
G.H. Mantik (né le 26 avril 1928 et mort le 8 août 2001) est un officier militaire et homme politique indonésien, gouverneur du Sulawesi du Nord de 1980 à 1985.